# Trochalosoma
Trochalosoma is een geslacht van uitgestorven zee-egels uit de familie Phymosomatidae.

## Soorten
- Trochalosoma rugosum (L. Agassiz, 1846) †